# (17077) Pampaloni
(17077) Pampaloni (1999 HY2) – planetoida z pasa głównego asteroid okrążająca Słońce w ciągu 3,65 lat w średniej odległości 2,37 j.a. Odkryta 25 kwietnia 1999 roku.